# Видмар, Тони
Э́нтони Ви́дмар (англ. Antony "Tony" Vidmar; 4 июля 1970, Аделаида, Австралия) — австралийский футболист, защитник.
Известен по выступлениям за клубы «Рейнджерс», «Кардифф Сити», НАК Бреда, а также за национальную сборную Австралии. Участник Олимпийских игр 1992 года. В настоящее время тренирует юношескую сборную Австралии.
У Тони есть брат Аурелио, который также был профессиональным футболистом.

## Клубная карьера
Видмар начал карьеру в клубе «Аделаида Сити» из своего родного города. Он выступал за команду на протяжении шести сезонов и помог ей дважды стать чемпионом Национальной лиги. В 1993 году Тони получил опыт в европейском футболе, недолго выступая на правах аренды за бельгийский «Бееррсхот».
В 1995 году Видмар переехал в Европу, подписав контракт с нидерландским НАК Бреда. В Эредивизи он отыграл два сезона, после чего перешёл в шотландский «Рейнджерс». Этот период в карьере Тони стал самым ярким. С клубом из Глазго он дважды выиграл шотландскую Премьер лигу, трижды завоевал Кубок Шотландии и дважды стал обладателем Кубка Лиги. Гол Видмара в ворота итальянской «Пармы» в отборочном раунде Лиги чемпионов 1999/2000, позволил «рейнджерам» в основной турнир. После яркого выступления в Шотландии им заинтересовались многие английские клубы и в 2002 году он перешёл в «Мидлсбро» на правах свободного агента. Тони не смог завоевать место в основе «Боро» и был футболистом ротации. Через год он покинул команду и перешёл в уэльский «Кардифф Сити». За два года Тони стал лидером команды и в 2004 году он был признан лучшим футболистом года болельщиками команды.
В 2005 году Видмар вернулся в НАК Бреда, где отыграл сезон. В 2006 году он вернулся на родину и стал игроком «Сентрал Кост Маринерс». В 2008 году Тони помог команде занять второе место в А-Лиге и завершил карьеру.

## Международная карьера
В 1991 году Видмар дебютировал за сборную Австралии. Через год в составе олимпийской сборной он принял участие в Олимпийских играх в Барселоне. На турнире Тони сыграл в матчах против команд Швеции, Польши, Мексики, Дании и дважды Ганы. В поединках против ганцев и датчан он забил по голу.
18 июня 1995 года в товарищеском матче против сборной Ганы Видмар забил свой первый гол за национальную команду. В 1997 году Тони принял участие в Кубке конфедераций в Саудовской Аравии. На турнире он помог команде занять второе место. В 2001 году Видмар во второй раз принял участие в Кубке конфедераций. На турнире в Японии и Южной Корее он сыграл в матчах против команд Мексики, Франции, Южной Кореи, Японии и Бразилии. В 2004 году Тони стал обладателем Кубка наций ОФК. В 2005 году Видмар в третий раз принял участие в Кубке конфедераций. На турнире он сыграл в матчах против команд Аргентины и Туниса.

### Голы за сборную Австралии
| #   | Дата            | Место                                            | Противник         | Счёт | Результат | Соревнование                     |
| --- | --------------- | ------------------------------------------------ | ----------------- | ---- | --------- | -------------------------------- |
| 01. | 18 июня 1995    | Сиднейский футбольный стадион, Сидней, Австралия | Гана              | 1:0  | 2:1       | Товарищеский матч                |
| 02. | 9 апреля 2001   | Кофс-Харбор, Кофс-Харбор, Австралия              | Тонга             | 16:0 | 22:0      | Чемпионат мира 2002 квалификация |
| 03. | 12 октября 2004 | Сиднейский футбольный стадион, Сидней, Австралия | Соломоновы остова | 3:0  | 6:0       | Кубок наций ОФК 2004             |

## Достижения
Командные
 «Аделаида Сити»
- Национальная футбольная лига — 1991/1992
- Национальная футбольная лига — 1993/1994

 «Рейнджерс»
- Чемпионат Шотландии по футболу — 1998/1999
- Чемпионат Шотландии по футболу — 1999/2000
- Обладатель Кубка Шотландии — 1998/1999
- Обладатель Кубка Шотландии — 1999/2000
- Обладатель Кубка Шотландии — 2000/2001
- Обладатель Кубка шотландской лиги — 1998/1999
- Обладатель Кубка шотландской лиги — 2001/2002

Международные
 Австралия
- Кубок наций ОФК — 2004
- Кубок конфедераций — 1997
- Кубок конфедераций — 2001